# ژلزنی برود
ژلزنی برود (به لاتین: Železný Brod) یک منطقهٔ مسکونی در جمهوری چک است که در شهرستان یابلونتس ناد نیسوو واقع شده‌است. ژلزنی برود ۶٬۴۹۲ نفر جمعیت دارد.